# Ted Hawkins
Ted Hawkins (Biloxi, 28 oktober 1936 – Los Angeles, 1 januari 1995) was een Amerikaanse singer-songwriter.
In zijn woonplaats Venice Beach bij Los Angeles speelde hij regelmatig als straatmuzikant. Hij was meer succesvol in Europa en Australië waar hij tours speelde in clubs en kleine concertzalen.

## Discografie
- 1982: Watch Your Step
- 1986: Happy Hour
- 1986: On the Boardwalk at Venice Beach
- 1989: I Love You Too
- 1994: The Next Hundred Years
- 1995: Songs from Venice Beach
- 1998: Love You Most of All – More Songs from Venice Beach
- 1998: The Final Tour (live 1994)
- 2000: The Kershaw Sessions: Live at the BBC (1986–1989)
- 2001: The Unstoppable Ted Hawkins (live in London, 1988)
- 2001: Nowhere To Run

- Bibliothèque nationale de France: cb13972139c (data)
- Gemeinsame Normdatei: 134950429
- International Standard Name Identifier: 0000 0000 7365 4153
- Library of Congress Control Number: n87101973
- MusicBrainz: f1161aed-e33e-47ec-ba18-8f87766cec09
- Nederlandse Thesaurus van Auteursnamen: 072858338
- Virtual International Authority File: 39569768
- WorldCat: E39PBJfcQkppBCy93BcQcX3RKd